# 西班牙工人党
西班牙工人党（西班牙語：Partido de los Trabajadores de España，缩写为PTE）是西班牙的一个共产主义政党。该党成立于1979年，由西班牙劳动党和工人革命组织合并而成，当时取名为工人党；1987年，该党解散；2009年，该党以“西班牙工人党”之名重建。